# Полоскуны
Полоскуны (лат. Acilius) — один из родов жуков-плавунцов из подсемейства Dytiscinae.

## Описание
Взрослые жуки средних размеров — длиной 10—18 мм, личинки же больше взрослых жуков — длиной 15—30 мм. У самок на надкрыльях имеются характерные для рода четыре борозды с приподнятыми щетинками

## Экология и местообитания
Жуки и личинки живут в стоящих водоёмах с водной растительностью и без неё, а также болотах. Питаются водными беспозвоночными. Сами они служат пищей для рыб, земноводных и околоводных птиц.

## Систематика
Некоторые виды рода:
- Acilius abbreviatus
- Acilius athabascae
- Acilius brevis
- Acilius canaliculatus
- Acilius confusus
- Acilius duvergeri
- Acilius fasciatus
- Acilius fraternus
- Acilius guerryi
- Acilius laevisulcatus
- Acilius maccullochii
- Acilius mediatus
- Acilius sinensis
- Acilius subimpressus
- Acilius sulcatus (Полоскун бороздчатый)
- Acilius sylvanus
- Acilius tomentosus

## Распространение
Встречается в Голарктической области.